# I liga słowacka w piłce nożnej (2016/2017)
1. slovenská futbalová liga (2016/2017) (znana jako Fortuna liga ze względów sponsorskich) była 24. edycją najwyższej klasy rozgrywkowej piłki nożnej na Słowacji.
Brało w niej udział 12 drużyn, które w okresie od 16 lipca 2016 do 27 maja 2017 rozegrały 33 kolejki meczów. Obrońcą tytułu był zespół AS Trenčín. Mistrzostwo po raz siódmy w historii zdobyła drużyna MŠK Žilina.

## Drużyny
| Uczestnicy poprzedniej edycji                                                                                 | Uczestnicy poprzedniej edycji | Uczestnicy poprzedniej edycji | Uczestnicy poprzedniej edycji |
| --- | ----------------------------- | ----------------------------- | ----------------------------- |
| TRE | AS Trenczyn                   | 1                             |                               |
| SLB | Slovan Bratysława             | 2                             |                               |
| SMY | Spartak Myjava                | 3                             |                               |
| STN | Spartak Trnawa                | 4                             |                               |
| ŻYL | MŠK Žilina                    | 5                             |                               |
| RUŻ | MFK Ružomberok                | 6                             |                               |
| DDS | DAC Dunajská Streda           | 7                             |                               |
| ŽŠP | ŽP Šport Podbrezová           | 8                             |                               |
| ZLM | FC ViOn Zlaté Moravce         | 9                             |                               |
| SEN | FK Senica                     | 10                            |                               |
| ZMI | Zemplín Michalovce            | 11                            |                               |
| Awans z II ligi                                                                                               |                               |                               |                               |
| TPR | Tatran Preszów                | 1                             |                               |
| Oznaczenia: - kolumna pierwsza – skróty nazw drużyn, - kolumna trzecia – miejsce zajęte w poprzednim sezonie. |                               |                               |                               |

## Tabela
| Lp. | Drużyna               | M  | Z  | R  | P  | B+ | B- | +/– | Pkt | Kwalifikacja lub spadek                      |
| --- | --------------------- | -- | -- | -- | -- | -- | -- | --- | --- | -------------------------------------------- |
| 1   | Žilina (M)            | 30 | 23 | 4  | 3  | 82 | 25 | +57 | 73  | Liga Mistrzów UEFA • II runda kwalifikacyjna |
| 2   | Slovan Bratislava (P) | 30 | 18 | 3  | 9  | 54 | 34 | +20 | 57  | Liga Europy UEFA • I runda kwalifikacyjna    |
| 3   | Ružomberok            | 30 | 15 | 7  | 8  | 55 | 38 | +17 | 52  | Liga Europy UEFA • I runda kwalifikacyjna    |
| 4   | Trenčín               | 30 | 14 | 5  | 11 | 53 | 48 | +5  | 47  | Liga Europy UEFA • I runda kwalifikacyjna    |
| 5   | ŽP Šport Podbrezová   | 30 | 12 | 9  | 9  | 34 | 31 | +3  | 45  |                                              |
| 6   | Spartak Trnawa        | 30 | 12 | 7  | 11 | 34 | 37 | −3  | 43  |                                              |
| 7   | DAC Dunajská Streda   | 30 | 10 | 12 | 8  | 37 | 34 | +3  | 42  |                                              |
| 8   | Zemplín Michalovce    | 30 | 8  | 5  | 17 | 35 | 55 | −20 | 29  |                                              |
| 9   | Senica                | 30 | 7  | 7  | 16 | 25 | 35 | −10 | 28  |                                              |
| 10  | ViOn Zlaté Moravce    | 30 | 5  | 7  | 18 | 29 | 55 | −26 | 22  |                                              |
| 11  | Tatran Preszów        | 30 | 3  | 10 | 17 | 17 | 63 | −46 | 19  |                                              |
| 12  | Spartak Myjava (W)    | 0  | 0  | 0  | 0  | 0  | 0  | 0   | 0   | Spadek do 4. liga                            |

1. ↑  Spartak Myjava po 19 kolejkach zrezygnował z dalszego uczestnictwa w lidze[3], przez co został zdegradowany do IV ligi. Dotychczasowe wyniki zostały anulowane[4].

## Wyniki
| Gospodarz \ Gość    | DDS | POD | RUŽ | SEN | SLB | SMY | TRN | TAT | TRE | ZMI | ZLM | ŽIL | DDS | POD | RUŽ | SEN | SLB | SMY | TRN | TAT | TRE | ZMI | ZLM | ŽIL |
| ------------------- | --- | --- | --- | --- | --- | --- | --- | --- | --- | --- | --- | --- | --- | --- | --- | --- | --- | --- | --- | --- | --- | --- | --- | --- |
| DAC Dunajská Streda |     | 0–0 | 1–1 | 0–0 | 1–0 | 0–1 | 0–0 | 5–0 | 2–3 | 2–1 | 1–0 | 0–6 |     | 2–2 |     | 1–0 |     |     |     |     | 2–0 |     |     | 2–2 |
| ŽP Šport Podbrezová | 0–0 |     | 3–1 | 2–0 | 2–0 | 0–0 | 1–1 | 1–1 | 2–1 | 1–0 | 1–1 | 2–2 |     |     | 0–1 |     | 2–3 |     | 0–1 |     |     | 1–4 | 2–0 |     |
| Ružomberok          | 2–2 | 0–0 |     | 2–1 | 3–2 | 0–0 | 1–1 | 1–0 | 3–3 | 4–0 | 6–1 | 0–2 | 2–0 |     |     |     | 2–1 |     | 1–0 | 5–0 |     | 3–1 | 2–1 |     |
| Senica              | 1–1 | 0–1 | 1–1 |     | 0–1 |     | 0–1 | 0–0 | 1–2 | 2–0 | 1–3 | 2–0 |     | 1–1 | 1–2 |     | 0–1 |     | 1–0 |     |     | 1–0 |     |     |
| Slovan Bratislava   | 3–2 | 2–0 | 2–1 | 2–0 |     | 1–2 | 0–1 | 1–1 | 4–3 | 3–1 | 3–2 | 1–0 | 1–0 |     |     |     |     |     |     | 3–1 |     | 3–1 | 1–1 | 0–1 |
| Spartak Myjava      | 1–2 | 0–2 | 1–3 | 2–0 | 1–1 |     | 1–1 | 1–0 | 1–0 |     | 2–0 | 1–2 |     |     |     |     |     |     |     |     |     |     |     |     |
| Spartak Trnawa      | 2–1 | 0–2 | 0–1 | 0–1 | 0–0 | 3–0 |     | 2–0 | 1–1 | 2–3 | 1–0 | 1–2 | 1–0 |     |     |     | 0–3 |     |     | 4–0 |     | 1–0 | 3–1 | 1–2 |
| Tatran Preszów      | 0–3 | 0–2 | 2–1 | 0–4 | 0–2 |     | 1–3 |     | 1–2 | 0–0 | 1–0 | 1–1 | 1–1 | 0–2 |     | 1–0 |     |     |     |     |     | 2–2 | 1–1 |     |
| Trenčín             | 0–1 | 0–1 | 3–1 | 3–0 | 2–1 | 1–1 | 3–3 | 1–1 |     | 4–1 | 2–0 | 2–1 |     | 2–0 | 2–1 | 1–1 | 3–2 |     | 3–4 | 4–0 |     |     |     |     |
| Zemplín Michalovce  | 1–0 | 1–3 | 1–3 | 0–0 | 1–3 | 3–2 | 2–0 | 2–2 | 2–1 |     | 0–0 | 0–2 | 1–2 |     |     |     |     |     |     |     | 2–0 |     | 5–1 | 0–1 |
| ViOn Zlaté Moravce  | 1–1 | 2–0 | 1–1 | 0–1 | 1–5 | 1–2 | 0–0 | 3–0 | 3–0 | 1–2 |     | 0–2 | 1–2 |     |     | 2–1 |     |     |     |     | 0–2 |     |     | 1–4 |
| Žilina              | 2–2 | 1–0 | 3–2 | 4–2 | 2–1 | 1–0 | 7–0 | 4–0 | 4–0 | 7–1 | 4–1 |     |     | 4–0 | 3–1 | 3–2 |     |     |     | 3–0 | 3–0 |     |     |     |

1. ↑  Wyniki anulowane.

## Najlepsi strzelcy
| Bramki | Strzelcy        | Drużyna                                      |
| ------ | --------------- | -------------------------------------------- |
| 20     | Filip Hlohovský | Žilina                                       |
| 20     | Seydouba Soumah | Slovan Bratislava                            |
| 14     | Rangelo Janga   | Trenčín                                      |
| 14     | Michal Škvarka  | Žilina                                       |
| 14     | Jakub Mareš     | Ružomberok                                   |
| 10     | Tamás Priskin   | Slovan Bratislava                            |
| 10     | Pavol Šafranko  | Tatran Preszów (4) / DAC Dunajská Streda (6) |
| 9      | Nikolas Špalek  | Žilina                                       |
| 8      | Yusuf Otubanjo  | Žilina                                       |
| 8      | Erik Pačinda    | DAC Dunajská Streda                          |

Źródło:

## Stadiony
| AS Trenčín        |
| ----------------- |
| Štadión na Sihoti |
| 3 500             |
|                   |

| Dunajská Streda |
| --------------- |
| Arena DAC       |
| 6 839           |
|                 |

| Podbrezová  |
| ----------- |
| ZELPO Aréna |
| 4 061       |
|             |

| Michalovce                |
| ------------------------- |
| Mestský futbalový štadión |
| 4 440                     |
|                           |

| FK Senica |
| --------- |
| OMS Arena |
| 5 070     |
|           |

| MFK Ružomberok       |
| -------------------- |
| Štadión pod Čebraťom |
| 4 817                |
|                      |

| MŠK Žilina         |
| ------------------ |
| Štadión pod Dubňom |
| 11 258             |
|                    |

| Slovan Bratislava |
| ----------------- |
| Štadión Pasienky  |
| 12 000            |
|                   |

| Spartak Myjava |
| -------------- |
| Štadión Myjava |
| 2 709          |
|                |

| Spartak Trnava   |
| ---------------- |
| ŠAM - City Arena |
| 19 200           |
|                  |

| Tatran Prešov  |
| -------------- |
| Štadión Tatran |
| 5 410          |
| \|             |

| Zlaté Moravce   |
| --------------- |
| Štadión FC ViOn |
| 4 000           |
|                 |